# Zoo de Pékin
Le zoo de Pékin (en mandarin simplifié : 北京动物园; en mandarin traditionnel : 北京動物園; en pinyin : běi jīng dòng wù yuán) est un zoo situé dans le district de Xicheng à Pékin en République populaire de Chine. C'est l'un des plus vieux et des plus grands zoos de Chine ; il accueille annuellement entre 8 et 12 millions de visiteurs. Il a été créé en 1906, puis ouvert au public le 18 juin 1908.
Il s'est doté en 1999 du plus grand aquarium de Chine. On peut y voir un spectacle de dauphins et de lions de mer.
Le zoo abrite notamment d'importants groupes de pandas et d'éléphants d'Asie.